# Pselaphodes baoxingensis
Pselaphodes baoxingensis – gatunek chrząszcza z rodziny kusakowatych i podrodziny marników. Występuje endemicznie w Chinach.
Gatunek ten opisali po raz pierwszy w 2018 roku Hunag Mengchi, Yin Ziwei i Li Lizhen na łamach Acta Entomologica Musei Nationalis Pragae. Jako miejsce typowe wskazano Dengchigou w rezerwacie Fengtongzhai w chińskiej prowincji Syczuan. Epitet gatunkowy pochodzi od nazwy powiatu Baoxing, w którym leży miejsce typowe. Holotyp zdeponowano w Zbiorze Owadów Shanghai Shifan Daxue.
Chrząszcz ten osiąga od 2,79 do 2,82 mm długości i od 1,04 do 1,08 mm szerokości ciała. Ubarwienie ma rudobrązowe. Głowa jest dłuższa niż szeroka. Oczy złożone buduje u samca około 25, a u samicy około 20 omatidiów. Czułki buduje jedenaście członów, z których trzy ostatnie są powiększone, a u samca człony siódmy, dziewiąty i dziesiąty są ponadto zmodyfikowane. Przedplecze jest tak długie jak szerokie, od środka ku tyłowi okrągławo zwężone. Pokrywy są szersze niż dłuższe. Zapiersie (metawentryt) u samców ma szerokie i u wierzchołków wykrojone wyrostki. Odnóża przedniej pary mają po grubym kolcu na brzusznej stronie krętarzy, po smukłym kolcu na spodzie silnie rozszerzonych ud oraz po trójkątnym wyrostku na szczycie goleni. Środkowa i tylna para odnóży pozbawione są modyfikacji. Odwłok jest u nasady szeroki i z tyłu zwężony. Genitalia samca mają środkowy płat edeagusa asymetryczny, a endofallus zawierający trzy skleryty.
Owad ten jest endemitem Chin, znanym tylko z dwóch lokalizacji w powiecie Baoxing w prowincji Syczuan. Spotykany był na rzędnych od 1594 do 1870 m n.p.m. Zasiedla ściółkę w lasach mieszanych.